# Mestre d'Estopanyà

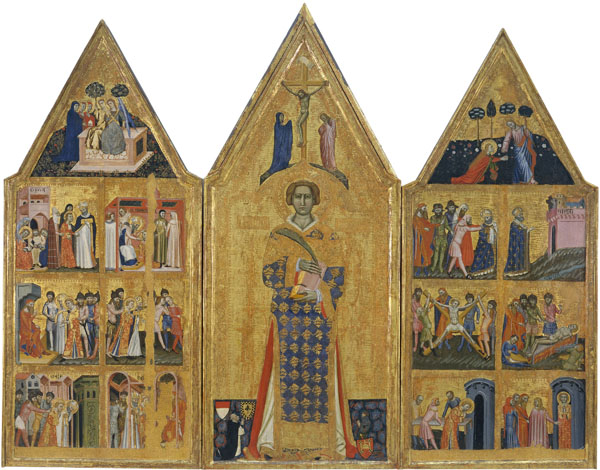
El Retaule de sant Vicenç, única obra atribuïda aquest autor.

El mestre d'Estopanyà fou un pintor italià actiu a Aragó o Catalunya, al segon terç del segle xiv. Va ser l'autor del Retaule de sant Vicenç d'Estopanyà a la Ribagorça (Osca), conservat al Museu Nacional d'Art de Catalunya.
La seva procedència ha estat sempre qüestionada, arribant-se a donar noms d'artistes com el del pintor aragonès Ramon Torrent artista que va morir el 1325. També es va anomenar el pintor català Bernat Pou actiu en aquest temps a la ciutat de Balaguer. Aquestes hipòtesis obligaven a datar a l'autor al primer quart del segle xiv.
Però abans de tot s'ha de pensar en un pintor que conegués la pintura d'Itàlia i més concretament a Giotto, que és a qui més semblança té l'estil de l'obra del Retaule de sant Vicenç d'Estopanyà. Per aquesta causa s'associava el retaule a un artista que el més probable és que fos d'origen italià, també Josep Gudiol i Cunill va arribar a assenyalar-lo com procedent de Florència, teoria que va seguir més tard Josep Gudiol i Ricart adjudicant a l'obra l'autoria d'un toscà resident a Lleida a mitjan segle xiv. Totes aquestes teories es confirmen per part d'Ainaud de Lasarte quan tracta d'identificar el mestre d'Estopanyà amb un pintor florentí anomenat Ròmul que es troba documentat a Osca i que el 1367 rep un encàrrec d'un retaule per part d'uns dominicans.